# Ligue A 2017-2018 (maschile)
La Ligue A 2017-2018 si è svolta dal 13 ottobre 2017 al 5 maggio 2018: al torneo hanno partecipato dodici squadre di club francesi e la vittoria finale è andata per la settima volta al Tours.

## Regolamento

### Formula
Le squadre hanno disputato un girone all'italiana, con gare di andata e ritorno, per un totale di ventidue giornate; al termine della regular season:
- Le prime otto classificate hanno acceduto ai play-off scudetto, strutturati in quarti di finale, semifinali, entrambe giocate al meglio di due vittorie su tre gare, e finale, giocata in gara unica.
- L'undicesima classificata ha acceduto ai play-off promozione della Ligue B, strutturati in quarti di finale, semifinali, entrambe giocate al meglio di due vittorie su tre gare, e finale, giocata in gara unica: se la vincitrice è stata la squadra di Ligue A questa rimane in Ligue A, invece se la vincitrice è stata una squadra Ligue B questa è promossa in Ligue A, mentre la squadra di Ligue A è retrocessa in Ligue B.
- L'ultima classificata è retrocessa in Ligue B.

### Criteri di classifica
Se il risultato finale è stato di 3-0 o 3-1 sono stati assegnati 3 punti alla squadra vincente e 0 a quella sconfitta, se il risultato finale è stato di 3-2 sono stati assegnati 2 punti alla squadra vincente e 1 a quella sconfitta.
L'ordine del posizionamento in classifica è stato definito in base a:
- Punti;
- Eventuali penalità subite;
- Numero di partite vinte;
- Ratio dei set vinti/persi;
- Ratio dei punti realizzati/subiti.

## Squadre partecipanti
Al campionato di Ligue A 2017-18 hanno partecipato dodici squadre: quelle neopromosse dalla Ligue B sono state il Tourcoing, vincitrice del campionato, e il Rennes, vincitrice dei play-off promozione.
| Club              | Città       | Palazzetto                              | Stagione precedente                               |
| ----------------- | ----------- | --------------------------------------- | ------------------------------------------------- |
| Arago de Sète     | Sète        | Halle des Sports Louis Marty Sète       | 10ª in Ligue A                                    |
| Chaumont          | Chaumont    | Salle Jean-Masson Chaumont              | 1ª in Ligue A; Campione di Francia                |
| Gazélec Ajaccio   | Ajaccio     | U Palatinu Ajaccio                      | 5ª in Ligue A; Semifinali play-off scudetto       |
| Montpellier       | Montpellier | Palais des Sports Coubertin Montpellier | 2ª in Ligue A; Quarti di finale play-off scudetto |
| Nantes            | Nantes      | Gymnase Arthur Dugast Rezé              | 9ª in Ligue A                                     |
| Nice              | Nizza       | Salle Palmeira-Gianmarchi Nizza         | 7ª in Ligue A; Semifinali play-off scudetto       |
| Paris             | Parigi      | Salle Charléty Parigi                   | 4ª in Ligue A; Quarti di finale play-off scudetto |
| Rennes            | Rennes      | Salle Colette-Besson Rennes             | 3ª in Ligue B; Vincitrice play-off promozione     |
| Spacer's Toulouse | Tolosa      | Palais des Sports André-Brouat Tolosa   | 6ª in Ligue A; Finale play-off scudetto           |
| Stade Poitevin    | Poitiers    | Salle Frédéric Lawson-Body Poitiers     | 8ª in Ligue A Quarti di finale play-off scudetto  |
| Tourcoing         | Tourcoing   | Complexe Sportif Léo Lagrange Tourcoing | 1ª in Ligue B                                     |
| Tours             | Tours       | Salle Robert-Grenon Tours               | 3ª in Ligue A; Quarti di finale play-off scudetto |

## Torneo

### Regular season

#### Risultati
| Prima giornata |                                |     |                                   |
|                |                                |     |                                   |
| 13-10          | Nice-Spacer's Toulouse         | 3-0 | 27-25, 25-16, 25-23               |
| 13-10          | Tourcoing-Tours                | 0-3 | 22-25, 18-25, 19-25               |
| 13-10          | Nantes-Chaumont                | 1-3 | 20-25, 21-25, 28-26, 21-25        |
| 14-10          | Montpellier-Arago de Sète      | 3-0 | 25-20, 25-16, 25-15               |
| 15-10          | Paris-Rennes                   | 3-0 | 25-17, 25-12, 25-21               |
| 17-10          | Gazélec Ajaccio-Stade Poitevin | 2-3 | 21-25, 25-23, 20-25, 25-17, 21-23 |

| Seconda giornata |                                   |     |                                   |
|                  |                                   |     |                                   |
| 19-10            | Rennes-Montpellier                | 0-3 | 20-25, 17-25, 22-25               |
| 20-10            | Tours-Nice                        | 3-0 | 25-12, 25-13, 25-19               |
| 21-10            | Spacer's Toulouse-Gazélec Ajaccio | 2-3 | 25-27, 25-20, 20-25, 25-21, 9-15  |
| 21-10            | Stade Poitevin-Nantes             | 1-3 | 17-25, 20-25, 25-21, 23-25        |
| 21-10            | Arago de Sète-Tourcoing           | 0-3 | 25-27, 22-25, 17-25               |
| 22-10            | Chaumont-Paris                    | 2-3 | 20-25, 23-25, 25-14, 27-25, 13-15 |

| Terza giornata |                               |     |                                  |
|                |                               |     |                                  |
| 25-10          | Montpellier-Spacer's Toulouse | 3-1 | 27-25, 30-28, 24-26, 25-19       |
| 27-10          | Arago de Sète-Rennes          | 3-1 | 25-18, 25-19, 29-31, 25-18       |
| 28-10          | Tourcoing-Stade Poitevin      | 2-3 | 26-24, 20-25, 19-25, 25-11, 7-15 |
| 28-10          | Gazélec Ajaccio-Chaumont      | 0-3 | 21-25, 28-30, 24-26              |
| 28-10          | Nantes-Nice                   | 1-3 | 22-25, 21-25, 25-19, 20-25       |
| 28-10          | Paris-Tours                   | 3-1 | 17-25, 31-29, 25-22, 30-28       |

| Quarta giornata |                              |     |                                   |
|                 |                              |     |                                   |
| 02-11           | Tours-Nantes                 | 3-0 | 25-19, 25-20, 25-17               |
| 03-11           | Spacer's Toulouse-Paris      | 3-2 | 18-25, 25-23, 21-25, 25-18, 15-10 |
| 03-11           | Stade Poitevin-Arago de Sète | 3-0 | 25-17, 25-18, 25-23               |
| 04-11           | Rennes-Tourcoing             | 1-3 | 25-22, 20-25, 21-25, 18-25        |
| 04-11           | Chaumont-Montpellier         | 3-2 | 21-25, 25-19, 16-25, 25-20, 15-10 |
| 05-11           | Nice-Gazélec Ajaccio         | 2-3 | 17-25, 18-25, 25-21, 25-22, 13-15 |

| Quinta giornata |                          |     |                                   |
|                 |                          |     |                                   |
| 09-11           | Tourcoing-Chaumont       | 0-3 | 28-30, 20-25, 18-25               |
| 10-11           | Montpellier-Nice         | 2-3 | 25-10, 20-25, 25-22, 22-25, 12-15 |
| 10-11           | Nantes-Gazélec Ajaccio   | 2-3 | 25-22, 25-23, 27-29, 13-25, 13-15 |
| 11-11           | Arago de Sète-Tours      | 3-2 | 25-23, 23-25, 25-23, 22-25, 15-13 |
| 11-11           | Paris-Stade Poitevin     | 0-3 | 21-25, 18-25, 19-25               |
| 15-11           | Rennes-Spacer's Toulouse | 3-1 | 25-18, 25-18, 22-25, 25-15        |

| Sesta giornata |                          |     |                            |
|                |                          |     |                            |
| 17-11          | Nice-Tourcoing           | 0-3 | 23-25, 16-25, 20-25        |
| 18-11          | Tours-Montpellier        | 3-0 | 25-19, 25-20, 25-23        |
| 18-11          | Gazélec Ajaccio-Paris    | 1-3 | 17-25, 24-26, 29-27, 20-25 |
| 18-11          | Chaumont-Arago de Sète   | 3-1 | 25-18, 25-21, 22-25, 26-24 |
| 19-11          | Stade Poitevin-Rennes    | 3-1 | 25-18, 20-25, 25-21, 25-18 |
| 19-11          | Spacer's Toulouse-Nantes | 1-3 | 20-25, 19-25, 25-23, 17-25 |

| Settima giornata |                                 |     |                                   |
|                  |                                 |     |                                   |
| 23-11            | Paris-Nice                      | 3-0 | 25-20, 25-19, 25-15               |
| 24-11            | Arago de Sète-Spacer's Toulouse | 3-1 | 25-20, 25-13, 33-35, 25-22        |
| 24-11            | Montpellier-Nantes              | 3-0 | 25-20, 25-22, 25-19               |
| 25-11            | Tourcoing-Gazélec Ajaccio       | 3-2 | 26-24, 16-25, 25-22, 21-25, 16-14 |
| 25-11            | Stade Poitevin-Tours            | 3-1 | 25-16, 29-31, 26-24, 25-19        |
| 25-11            | Rennes-Chaumont                 | 1-3 | 19-25, 25-17, 14-25, 23-25        |

| Ottava giornata |                             |     |                                  |
|                 |                             |     |                                  |
| 01-12           | Nice-Arago de Sète          | 3-2 | 23-25, 25-14, 25-19, 22-25, 15-6 |
| 01-12           | Chaumont-Stade Poitevin     | 3-0 | 25-21, 25-20, 27-25              |
| 01-12           | Tours-Rennes                | 3-1 | 25-20, 25-18, 22-25, 25-18       |
| 02-12           | Spacer's Toulouse-Tourcoing | 0-3 | 21-25, 23-25, 22-25              |
| 02-12           | Gazélec Ajaccio-Montpellier | 3-1 | 25-18, 18-25, 25-21, 25-22       |
| 02-12           | Nantes-Paris                | 1-3 | 26-24, 19-25, 22-25, 19-25       |

| Nona giornata |                                  |     |                                   |
|               |                                  |     |                                   |
| 08-12         | Rennes-Nice                      | 3-0 | 25-23, 25-19, 25-23               |
| 08-12         | Tourcoing-Nantes                 | 3-0 | 31-29, 25-19, 25-16               |
| 09-12         | Stade Poitevin-Spacer's Toulouse | 3-0 | 25-20, 25-11, 25-19               |
| 09-12         | Arago de Sète-Gazélec Ajaccio    | 2-3 | 23-25, 25-23, 25-20, 23-25, 16-18 |
| 09-12         | Chaumont-Tours                   | 3-0 | 25-22, 25-23, 26-24               |
| 09-12         | Paris-Montpellier                | 3-0 | 25-20, 25-20, 25-22               |

| Decima giornata |                            |     |                                   |
|                 |                            |     |                                   |
| 12-12           | Spacer's Toulouse-Chaumont | 3-2 | 25-16, 30-28, 11-25, 15-25, 15-10 |
| 12-12           | Gazélec Ajaccio-Tours      | 2-3 | 26-24, 23-25, 25-20, 16-25, 13-15 |
| 12-12           | Nice-Stade Poitevin        | 1-3 | 25-21, 30-32, 22-25, 21-25        |
| 12-12           | Paris-Arago de Sète        | 3-1 | 25-12, 22-25, 25-22, 25-19        |
| 12-12           | Nantes-Rennes              | 3-1 | 29-31, 25-15, 25-19, 25-15        |
| 13-12           | Montpellier-Tourcoing      | 2-3 | 21-25, 23-25, 25-18, 25-21, 10-15 |

| Undicesima giornata |                            |     |                                   |
|                     |                            |     |                                   |
| 15-12               | Chaumont-Nice              | 3-2 | 23-25, 22-25, 25-18, 25-22, 15-12 |
| 16-12               | Tours-Spacer's Toulouse    | 3-2 | 25-22, 24-26, 25-20, 22-25, 15-9  |
| 16-12               | Rennes-Gazélec Ajaccio     | 1-3 | 21-25, 19-25, 29-27, 25-27        |
| 17-12               | Stade Poitevin-Montpellier | 2-3 | 20-25, 23-25, 25-14, 28-26, 13-15 |
| 17-12               | Arago de Sète-Nantes       | 3-0 | 30-28, 25-19, 25-20               |
| 17-12               | Tourcoing-Paris            | 1-3 | 20-25, 25-20, 22-25, 17-25        |

| Dodicesima giornata |                                   |     |                                   |
|                     |                                   |     |                                   |
| 06-01               | Tourcoing-Arago de Sète           | 2-3 | 13-25, 22-25, 25-22, 25-21, 16-18 |
| 06-01               | Paris-Chaumont                    | 3-1 | 25-22, 18-25, 25-19, 25-18        |
| 06-01               | Nantes-Stade Poitevin             | 1-3 | 19-25, 25-23, 24-26, 18-25        |
| 06-01               | Nice-Tours                        | 0-3 | 15-25, 20-25, 19-25               |
| 06-01               | Montpellier-Rennes                | 3-1 | 22-25, 25-20, 25-19, 25-18        |
| 10-01               | Gazélec Ajaccio-Spacer's Toulouse | 3-2 | 22-25, 25-20, 20-25, 25-19, 15-12 |

| Tredicesima giornata |                               |     |                                  |
|                      |                               |     |                                  |
| 12-01                | Nice-Nantes                   | 2-3 | 25-23, 25-22, 22-25, 19-25, 9-15 |
| 12-01                | Tours-Paris                   | 3-0 | 25-21, 25-17, 25-23              |
| 13-01                | Spacer's Toulouse-Montpellier | 1-3 | 25-22, 21-25, 18-25, 18-25       |
| 13-01                | Stade Poitevin-Tourcoing      | 1-3 | 14-25, 25-19, 24-26, 14-25       |
| 13-01                | Rennes-Arago de Sète          | 3-1 | 25-17, 23-25, 25-21, 25-18       |
| 13-01                | Chaumont-Gazélec Ajaccio      | 3-0 | 25-23, 25-17, 25-14              |

| Quattordicesima giornata |                              |     |                                   |
|                          |                              |     |                                   |
| 19-01                    | Arago de Sète-Stade Poitevin | 3-1 | 25-15, 25-18, 23-25, 25-21        |
| 19-01                    | Tourcoing-Rennes             | 3-0 | 25-21, 25-23, 25-22               |
| 20-01                    | Paris-Spacer's Toulouse      | 3-0 | 25-17, 26-24, 25-14               |
| 20-01                    | Montpellier-Chaumont         | 3-1 | 26-24, 20-25, 25-16, 25-22        |
| 21-01                    | Gazélec Ajaccio-Nice         | 3-0 | 25-15, 25-20, 25-17               |
| 21-01                    | Nantes-Tours                 | 3-2 | 26-28, 25-23, 25-18, 16-25, 15-11 |

| Quindicesima giornata |                          |     |                                  |
|                       |                          |     |                                  |
| 25-01                 | Chaumont-Tourcoing       | 3-2 | 23-25, 25-15, 31-33, 25-22, 15-9 |
| 26-01                 | Nice-Montpellier         | 3-0 | 26-24, 27-25, 25-20              |
| 26-01                 | Tours-Arago de Sète      | 3-1 | 25-22, 25-17, 22-25, 25-23       |
| 27-01                 | Spacer's Toulouse-Rennes | 1-3 | 25-20, 13-25, 25-27, 20-25       |
| 27-01                 | Stade Poitevin-Paris     | 3-1 | 21-25, 26-24, 25-23, 25-18       |
| 27-01                 | Gazélec Ajaccio-Nantes   | 1-3 | 22-25, 19-25, 25-20, 22-25       |

| Sedicesima giornata |                          |     |                                   |
|                     |                          |     |                                   |
| 02-02               | Rennes-Stade Poitevin    | 3-1 | 23-25, 25-21, 25-21, 25-22        |
| 02-02               | Tourcoing-Nice           | 3-0 | 25-22, 25-23, 25-17               |
| 03-02               | Arago de Sète-Chaumont   | 1-3 | 22-25, 25-19, 20-25, 20-25        |
| 03-02               | Nantes-Spacer's Toulouse | 2-3 | 16-25, 25-18, 20-25, 25-23, 13-15 |
| 03-02               | Montpellier-Tours        | 1-3 | 22-25, 25-19, 26-28, 25-27        |
| 09-03               | Paris-Gazélec Ajaccio    | 1-3 | 25-22, 16-25, 23-25, 27-29        |

| Diciassettesima giornata |                                 |     |                                   |
|                          |                                 |     |                                   |
| 09-02                    | Chaumont-Rennes                 | 3-2 | 25-21, 23-25, 23-25, 25-23, 15-13 |
| 09-02                    | Nice-Paris                      | 3-1 | 25-22, 14-25, 25-16, 26-24        |
| 09-02                    | Nantes-Montpellier              | 3-1 | 27-25, 27-25, 18-25, 25-21        |
| 10-02                    | Spacer's Toulouse-Arago de Sète | 2-3 | 25-21, 22-25, 22-25, 25-19, 13-15 |
| 10-02                    | Tours-Stade Poitevin            | 3-1 | 25-18, 20-25, 25-22, 26-24        |
| 10-02                    | Gazélec Ajaccio-Tourcoing       | 3-0 | 25-16, 25-23, 25-20               |

| Diciottesima giornata |                             |     |                                   |
|                       |                             |     |                                   |
| 16-02                 | Arago de Sète-Nice          | 3-2 | 22-25, 28-26, 25-20, 23-25, 15-10 |
| 16-02                 | Paris-Nantes                | 3-0 | 27-25, 25-21, 25-18               |
| 17-02                 | Tourcoing-Spacer's Toulouse | 1-3 | 24-26, 17-25, 25-21, 20-25        |
| 17-02                 | Stade Poitevin-Chaumont     | 3-1 | 29-27, 23-25, 25-19, 25-23        |
| 17-02                 | Rennes-Tours                | 1-3 | 25-16, 20-25, 25-27, 15-25        |
| 18-02                 | Montpellier-Gazélec Ajaccio | 3-2 | 25-21, 16-25, 25-12, 19-25, 15-8  |

| Diciannovesima giornata |                                  |     |                                   |
|                         |                                  |     |                                   |
| 22-02                   | Nice-Rennes                      | 3-1 | 29-31, 25-14, 25-19, 26-24        |
| 22-02                   | Nantes-Tourcoing                 | 3-0 | 29-27, 25-12, 27-25               |
| 23-02                   | Spacer's Toulouse-Stade Poitevin | 2-3 | 25-17, 24-26, 25-23, 17-25, 10-15 |
| 23-02                   | Gazélec Ajaccio-Arago de Sète    | 3-1 | 25-21, 23-25, 25-18, 25-18        |
| 23-02                   | Montpellier-Paris                | 0-3 | 36-38, 18-25, 26-28               |
| 23-02                   | Tours-Chaumont                   | 2-3 | 25-27, 32-30, 25-21, 19-25, 11-15 |

| Ventesima giornata |                            |     |                                   |
|                    |                            |     |                                   |
| 01-03              | Arago de Sète-Paris        | 3-0 | 25-21, 26-24, 25-20               |
| 02-03              | Stade Poitevin-Nice        | 3-0 | 25-20, 25-17, 26-24               |
| 02-03              | Rennes-Nantes              | 3-1 | 18-25, 25-20, 25-23, 25-20        |
| 03-03              | Tourcoing-Montpellier      | 2-3 | 25-19, 23-25, 18-25, 33-31, 13-15 |
| 03-03              | Chaumont-Spacer's Toulouse | 3-0 | 29-27, 25-19, 25-23               |
| 04-03              | Tours-Gazélec Ajaccio      | 3-1 | 25-21, 23-25, 25-21, 25-20        |

| Ventunesima giornata |                            |     |                                   |
|                      |                            |     |                                   |
| 07-03                | Gazélec Ajaccio-Rennes     | 3-0 | 25-17, 25-22, 25-23               |
| 16-03                | Spacer's Toulouse-Tours    | 1-3 | 17-25, 26-28, 25-20, 19-25        |
| 16-03                | Paris-Tourcoing            | 3-2 | 26-24, 27-25, 20-25, 20-25, 15-13 |
| 16-03                | Nantes-Arago de Sète       | 1-3 | 20-25, 34-36, 25-20, 24-26        |
| 17-03                | Nice-Chaumont              | 3-2 | 26-24, 25-17, 21-25, 18-25, 15-13 |
| 17-03                | Montpellier-Stade Poitevin | 3-0 | 25-20, 25-17, 25-18               |

| Ventiduesima giornata |                                |     |                                   |
|                       |                                |     |                                   |
| 24-03                 | Chaumont-Nantes                | 3-0 | 29-27, 28-26, 25-18               |
| 24-03                 | Stade Poitevin-Gazélec Ajaccio | 1-3 | 25-23, 23-25, 24-26, 21-25        |
| 24-03                 | Rennes-Paris                   | 2-3 | 25-19, 25-16, 18-25, 23-25, 12-15 |
| 24-03                 | Arago de Sète-Montpellier      | 0-3 | 16-25, 16-25, 16-25               |
| 24-03                 | Spacer's Toulouse-Nice         | 3-1 | 25-20, 25-22, 22-25, 25-18        |
| 24-03                 | Tours-Tourcoing                | 3-1 | 20-25, 25-23, 25-18, 25-22        |

#### Classifica
| Pos. | Squadra           | Pt | G  | V  | P  | SV | SP | Ratio | PF    | PS    | Ratio |
| ---- | ----------------- | -- | -- | -- | -- | -- | -- | ----- | ----- | ----- | ----- |
| 1.   | Tours             | 49 | 22 | 16 | 6  | 56 | 30 | 1.867 | 2 032 | 1 862 | 1.091 |
| 2.   | Chaumont          | 46 | 22 | 16 | 6  | 57 | 32 | 1.781 | 2 076 | 1 934 | 1.073 |
| 3.   | Paris             | 43 | 22 | 15 | 7  | 50 | 33 | 1.515 | 1 924 | 1 832 | 1.050 |
| 4.   | Gazélec Ajaccio   | 38 | 22 | 13 | 9  | 50 | 42 | 1.190 | 2 076 | 2 015 | 1.030 |
| 5.   | Stade Poitevin    | 37 | 22 | 13 | 9  | 47 | 39 | 1.205 | 1 963 | 1 916 | 1.025 |
| 6.   | Montpellier       | 36 | 22 | 12 | 10 | 45 | 40 | 1.125 | 1 951 | 1 846 | 1.057 |
| 7.   | Tourcoing         | 33 | 22 | 10 | 12 | 43 | 42 | 1.024 | 1 890 | 1 907 | 0.991 |
| 8.   | Arago de Sète     | 28 | 22 | 10 | 12 | 40 | 48 | 0.833 | 1 937 | 2 018 | 0.960 |
| 9.   | Nice              | 25 | 22 | 8  | 14 | 34 | 51 | 0.667 | 1 796 | 1 935 | 0.928 |
| 10.  | Nantes            | 24 | 22 | 8  | 14 | 34 | 51 | 0.667 | 1 914 | 1 982 | 0.966 |
| 11.  | Rennes            | 20 | 22 | 6  | 16 | 32 | 53 | 0.604 | 1 848 | 1 981 | 0.933 |
| 12.  | Spacer's Toulouse | 17 | 22 | 5  | 17 | 32 | 59 | 0.542 | 1 916 | 2 095 | 0.915 |

| Qualificata ai play-off scudetto | Qualificata ai play-off promozione (Ligue B) | Retrocessa in Ligue B |

### Play-off scudetto

#### Tabellone
|  | Quarti di finale | Quarti di finale | Quarti di finale | Quarti di finale | Quarti di finale |  |  | Semifinali | Semifinali      | Semifinali      | Semifinali | Semifinali |  |  | Finale | Finale | Finale |  |
|  |                  |                  |                  |                  |                  |  |  |            |                 |                 |            |            |  |  |        |        |        |  |
|  | 1                | Tours            | Tours            | 3                | 3                |  |  |            |                 |                 |            |            |  |  |        |        |        |  |
|  | 8                | Arago de Sète    | Arago de Sète    | 0                | 0                |  |  | 1          | Tours           | Tours           | 3          | 3          |  |  |        |        |        |  |
|  | 4                | Gazélec Ajaccio  | 3                | 0                | 3                |  |  | 4          | Gazélec Ajaccio | Gazélec Ajaccio | 2          | 0          |  |  |        |        |        |  |
|  | 5                | Stade Poitevin   | 2                | 3                | 2                |  |  |            |                 |                 |            |            |  |  | 1      | Tours  | 3      |  |
|  | 2                | Chaumont         | 2                | 3                | 3                |  |  |            |                 | 2               | Chaumont   | 1          |  |  |        |        |        |  |
|  | 7                | Tourcoing        | 3                | 2                | 0                |  |  | 2          | Chaumont        | Chaumont        | 3          | 3          |  |  |        |        |        |  |
|  | 3                | Paris            | 3                | 1                | 3                |  |  | 3          | Paris           | Paris           | 2          | 1          |  |  |        |        |        |  |
|  | 6                | Montpellier      | 2                | 3                | 2                |  |  |            |                 |                 |            |            |  |  |        |        |        |  |

#### Risultati
| Quarti di finale |                                |     |                                   |
|                  |                                |     |                                   |
| 07-04            | Tours-Arago de Sète            | 3-0 | 25-18, 25-21, 25-22               |
| 07-04            | Chaumont-Tourcoing             | 2-3 | 27-25, 21-25, 19-25, 25-17, 9-15  |
| 07-04            | Paris-Montpellier              | 3-2 | 21-25, 28-26, 21-25, 25-22, 15-13 |
| 08-04            | Gazélec Ajaccio-Stade Poitevin | 3-2 | 25-23, 23-25, 26-28, 25-21, 15-12 |

| 13-04 | Arago de Sète-Tours            | 0-3 | 21-25, 31-33, 28-30              |
| 13-04 | Tourcoing-Chaumont             | 2-3 | 25-17, 23-25, 25-23, 20-25, 8-15 |
| 14-04 | Montpellier-Paris              | 3-1 | 25-22, 25-23, 17-25, 25-16       |
| 13-04 | Stade Poitevin-Gazélec Ajaccio | 3-0 | 25-14, 25-20, 25-20              |

| 17-04 | Chaumont-Tourcoing             | 3-0 | 25-20, 25-22, 25-22               |
| 17-04 | Paris-Montpellier              | 3-2 | 25-23, 19-25, 25-18, 19-25, 16-14 |
| 17-04 | Gazélec Ajaccio-Stade Poitevin | 3-2 | 20-25, 25-17, 26-24, 17-25, 19-17 |

| Semifinali |                       |     |                                   |
|            |                       |     |                                   |
| 21-04      | Tours-Gazélec Ajaccio | 3-2 | 25-18, 25-23, 20-25, 12-25, 15-12 |
| 21-04      | Chaumont-Paris        | 3-2 | 25-19, 25-22, 14-25, 26-28, 15-11 |

| 26-04 | Gazélec Ajaccio-Tours | 0-3 | 23-25, 19-25, 23-25        |
| 25-04 | Paris-Chaumont        | 1-3 | 24-26, 25-19, 16-25, 20-25 |

| Finale |                |     |                            |
|        |                |     |                            |
| 05-05  | Tours-Chaumont | 3-1 | 22-25, 25-13, 25-17, 25-18 |

## Verdetti
| Squadra           | Qualificazione           |
| ----------------- | ------------------------ |
| Tours             | Champions League 2018-19 |
| Chaumont          | Champions League 2018-19 |
| Paris             | Coppa CEV 2018-19        |
| Gazélec Ajaccio   | Coppa CEV 2018-19        |
| Stade Poitevin    | Challenge Cup 2018-19    |
| Spacer's Toulouse | Ligue B 2018-19          |

## Premi individuali
| Premio                | Nome                  | Squadra           |
| --------------------- | --------------------- | ----------------- |
| MVP                   | Stéphen Boyer         | Chaumont          |
| Miglior palleggiatore | Miguel Tavares        | Tourcoing         |
| Miglior opposto       | Stéphen Boyer         | Chaumont          |
| Miglior schiacciatore | Baptiste Geiler       | Stade Poitevin    |
| Miglior centrale      | Barthélémy Chinenyeze | Spacer's Toulouse |
| Miglior libero        | Hubert Henno          | Tours             |
| Miglior allenatore    | Silvano Prandi        | Chaumont          |

## Statistiche
| Rendimento individuale | Rendimento individuale | Rendimento individuale | Rendimento individuale |
| Pos.                   | Nome                   | Punti                  | Squadra                |
| ---------------------- | ---------------------- | ---------------------- | ---------------------- |
| 1                      | Hermans Egleskalns     | 565                    | Tours                  |
| 2                      | Mohamed Al Hachdadi    | 555                    | Stade Poitevin         |
| 2                      | Jean Patry             | 555                    | Montpellier            |
| 4                      | Wouter ter Maat        | 552                    | Paris                  |
| 5                      | Stéphen Boyer          | 521                    | Chaumont               |
| 6                      | Ronald Jiménez         | 477                    | Tourcoing              |
| 7                      | Jose Luiz González     | 466                    | Gazélec Ajaccio        |
| 8                      | Vasyl' Tupčij          | 435                    | Nice                   |
| 9                      | Marien Moreau          | 434                    | Arago de Sète          |
| 10                     | Robin Overbeeke        | 407                    | Nantes                 |

| Attacchi vincenti | Attacchi vincenti   | Attacchi vincenti | Attacchi vincenti |
| Pos.              | Nome                | Punti             | Squadra           |
| ----------------- | ------------------- | ----------------- | ----------------- |
| 1                 | Hermans Egleskalns  | 493               | Tours             |
| 2                 | Jean Patry          | 484               | Montpellier       |
| 3                 | Mohamed Al Hachdadi | 480               | Stade Poitevin    |
| 4                 | Wouter ter Maat     | 474               | Paris             |
| 5                 | Ronald Jiménez      | 431               | Tourcoing         |
| 6                 | Stéphen Boyer       | 422               | Chaumont          |
| 7                 | Jose Luiz González  | 413               | Gazélec Ajaccio   |
| 8                 | Vasyl' Tupčij       | 375               | Nice              |
| 9                 | Marien Moreau       | 371               | Arago de Sète     |
| 10                | Robin Overbeeke     | 347               | Nantes            |

| Muri vincenti | Muri vincenti           | Muri vincenti | Muri vincenti     |
| Pos.          | Nome                    | Punti         | Squadra           |
| ------------- | ----------------------- | ------------- | ----------------- |
| 1             | Brett Dailey            | 73            | Gazélec Ajaccio   |
| 2             | Svetoslav Gocev         | 72            | Tours             |
| 3             | Barthélémy Chinenyeze   | 69            | Spacer's Toulouse |
| 4             | Dejan Radić             | 64            | Gazélec Ajaccio   |
| 5             | Novica Bjelica          | 62            | Stade Poitevin    |
| 6             | Facundo Imhoff          | 57            | Arago de Sète     |
| 7             | Jasper Diefenbach       | 56            | Tours             |
| 7             | Michaël Parkinson       | 56            | Nantes            |
| 9             | Andri Aganits           | 52            | Montpellier       |
| 9             | Gérald Hardy-Dessources | 52            | Rennes            |

| Battute vincenti | Battute vincenti   | Battute vincenti | Battute vincenti |
| Pos.             | Nome               | Punti            | Squadra          |
| ---------------- | ------------------ | ---------------- | ---------------- |
| 1                | Stéphen Boyer      | 53               | Chaumont         |
| 2                | Yacine Louati      | 46               | Chaumont         |
| 3                | Roland Gergye      | 39               | Paris            |
| 4                | Hermans Egleskalns | 38               | Tours            |
| 5                | Robin Overbeeke    | 36               | Nantes           |
| 5                | Vasyl' Tupčij      | 36               | Nice             |
| 7                | Baptiste Geiler    | 35               | Stade Poitevin   |
| 7                | Jose Luiz González | 35               | Gazélec Ajaccio  |
| 9                | Javier González    | 34               | Chaumont         |
| 10               | Marien Moreau      | 33               | Arago de Sète    |

NB: I dati sono riferiti all'intero campionato.